# (15731) 1990 UW2
1990 يو دابليو 2 (ويعرف أيضًا باسم (15731) 1990 يو دابليو 2 وفق تسمية الكوكب الصغير) (بالإنجليزية: 1990 UW2)‏ هو كويكب ضمن حزام الكويكبات؛ وترتيبه 15731 من حيث الاكتشاف.
اكتُشف هذا الجُرم الفلكي بواسطة Oak Ridge Observatory ‏ في 16 أكتوبر 1990.

## وصلات خارجية
- (15731) 1990 UW2 في قاعدة بيانات مختبر الدفع النفاث لأجرام النظام الشمسي الصغيرة

- الاكتشاف · مخطط المدار ·  العناصر المدارية · المعلمات المادية

- (15731) 1990 UW2 على موقع ويكي سكاي: DSS2, SDSS, GALEX, IRAS, Hydrogen α, X-Ray, Astrophoto, Sky Map, Articles and images